# Conde de Kent
O título nobiliárquico conde de Kent foi criado oito vezes no Pariato da Inglaterra e uma vez no Pariato do Reino Unido.

## Condes de Kent, primeira criação (1020)
- Goduíno, Conde de Wessex (1020–1053)
- Leofivino Godwinson (1053–1066)

## Condes de Kent, segunda criação (1067)
- Odo de Bayeux, também bispo de Bayeux (morto em 1097; confiscado em 1088)

## Condes de Kent, terceira criação (1141)
- Guilherme de Ypres (c. 1095–1165; privado do título em 1155)

## Condes de Kent, quarta criação (1227)
- Huberto de Burgh (morto em 1243)

## Condes de Kent, quinta criação (1321)
- Edmundo de Woodstock (1301–1330; bens confiscados em 1330)
- Edmundo, 2.º Conde de Kent (1326-1333; restaurado em 1331)
- João, 3.º Conde de Kent (1330–1352)
- Joana de Kent, 4.ª Condessa de Kent (1328–1385)

## Condes de Kent, sexta criação (1360)
Os Condes de Kent desta criação utilizaram o Barão Holland (1353) como um título subsidiário; tornou-se dormente 1408. O primeiro conde de Kent desta criação era o marido de Joana de Kent, da quinto criação.
- Tomás Holland, 1.º Conde de Kent
- Tomás Holland, 2.º Conde de Kent
- Tomás Holland, 3.º Conde de Kent
- Tomás Holland, 4.º Conde de Kent

## Condes de Kent, sétima criação (1461)
- Guilherme Neville, 1.º Conde de Kent

## Condes de Kent, oitava criação (1465)
Os Greys eram uma família baronial com uma propriedade substancial em Bedfordshire e Buckinghamshire, e mais tarde em torno de Ruthin no País de Gales. Ergueram-se com maior proeminência durante a Guerra das Rosas. Edmundo Grey, senhor Grey de Ruthin, começou como um Lancastriano, mas mudou para o lado da Casa de Iorque na Batalha de Northampton. Era um membro do conselho de Eduardo IV, tornou-se Senhor Tesoureiro em 1463/4, foi criado conde de Kent em 1465 e foi guarda da Torre de Londres em 1470. Permaneceu leal através da adesão de Ricardo III, participando de sua coroação (1483).
O filho de Edmundo, Jorge, 2.º Conde de Kent, tinha continuado ao lado da Casa de Iorque, casando-se com Ana Woodville, uma irmã da rainha de Eduardo IV Isabel Woodville (ele foi meio-primo em primeiro grau — sendo ambos netos de Reinaldo, 3.º Senhor Grey de Ruthin — do primeiro marido da rainha Isabel, Sir João Grey de Groby). Mais tarde, casou-se com Catarina Herbert, filha de Guilherme Herbert, 1º Conde de Pembroke.
O terceiro conde, Ricardo, era o filho do segundo conde e Ana Woodville. Ele acabou pesadamente em dívida, provavelmente através de jogos de azar, e foi forçado a alienar a maior parte de sua propriedade. Uma boa parte acabou nas mãos da Coroa; historiadores divergem sobre o que isso diz sobre o relacionamento de Henrique VII com a aristocracia.
Foi sucedido como conde por seu meio-irmão Henrique, filho do segundo conde e Catarina Herbert. Henrique tentou, com pouco sucesso, readquirir a propriedade que Ricardo tinha vendido, e teve que viver como um cavalheiro modesto, nunca tirando formalmente o título de conde.
- Edmundo Grey, 1.º Conde de Kent (c. 1420–1498)
- Jorge Grey, 2.º Conde de Kent (c. 1460–1503)
- Ricardo Grey, 3.º Conde de Kent (1481–1524)
- Antônio Grey, 4.º Conde de Kent (c.1495–d. 1562)
- Reginaldo Grey, 5.º Conde de Kent (d. 1573)
- Henrique Grey, 6.º Conde de Kent (1541–1615)
- Carlos Grey, 7.º Conde de Kent (c. 1545–1623)
- Henrique Grey, 8.º Conde de Kent (c. 1583–1639)
- Antônio Grey, 9.º Conde de Kent (1557–1643)
- Henrique Grey, 10.º Conde de Kent (1594–1651)
- Antônio Grey, 11.º Conde de Kent (1645–1702)
- Henrique Grey, 12.º Conde de Kent (1671–1740) (criado Marquês de Kent em 1706, Duque de Kent em 1710; extintos em sua morte)[3]

## Condes de Kent, nona criação (1866)
- Alfredo, Duque de Edimburgo, Conde de Kent (1844–1900)